# La Motte-Fanjas
La Motte-Fanjas is een gemeente in het Franse departement Drôme (regio Auvergne-Rhône-Alpes) en telt 170 inwoners (2005). De plaats maakt deel uit van het arrondissement Valence.

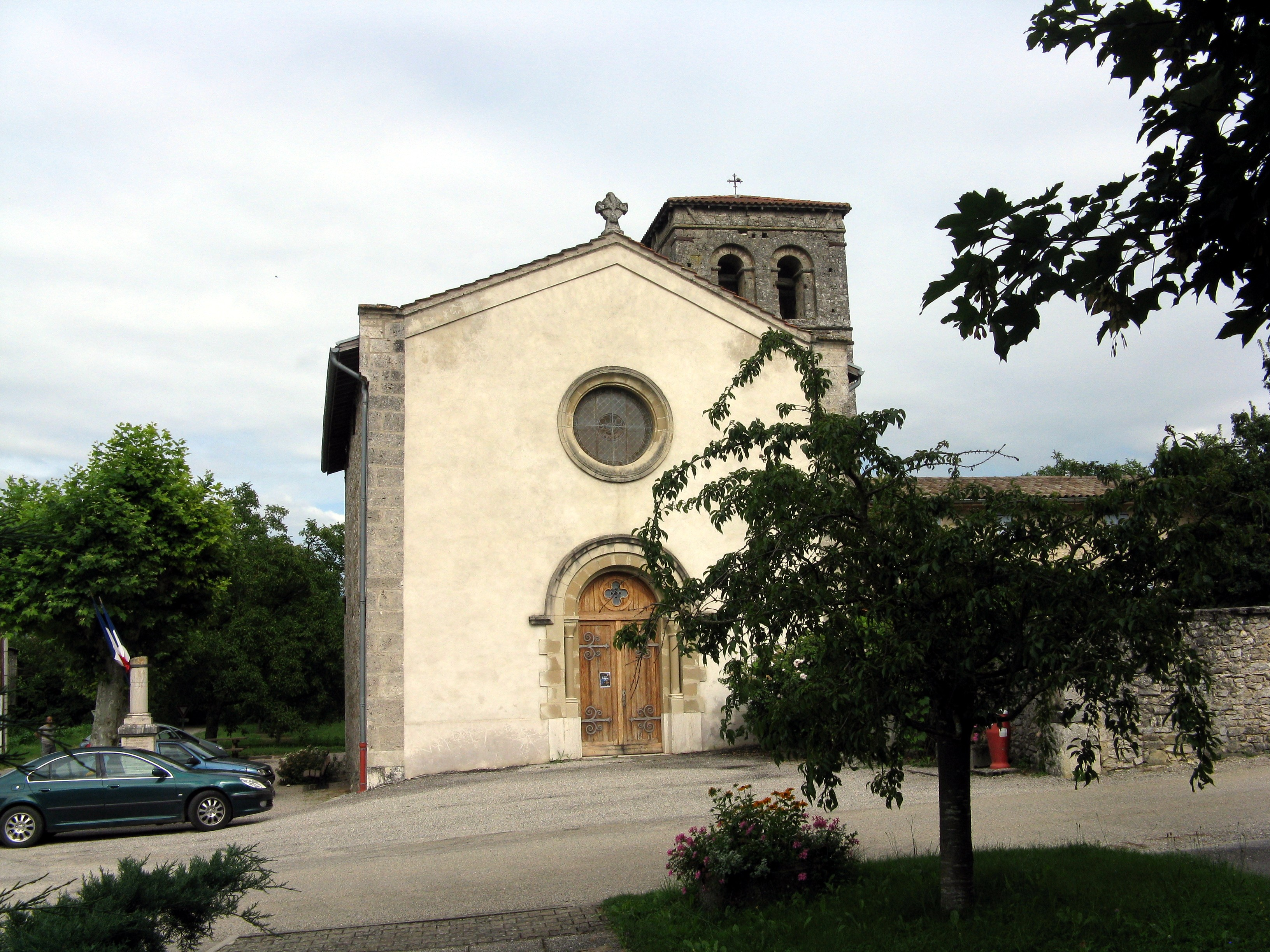
Kerk van La Motte-Fanjas
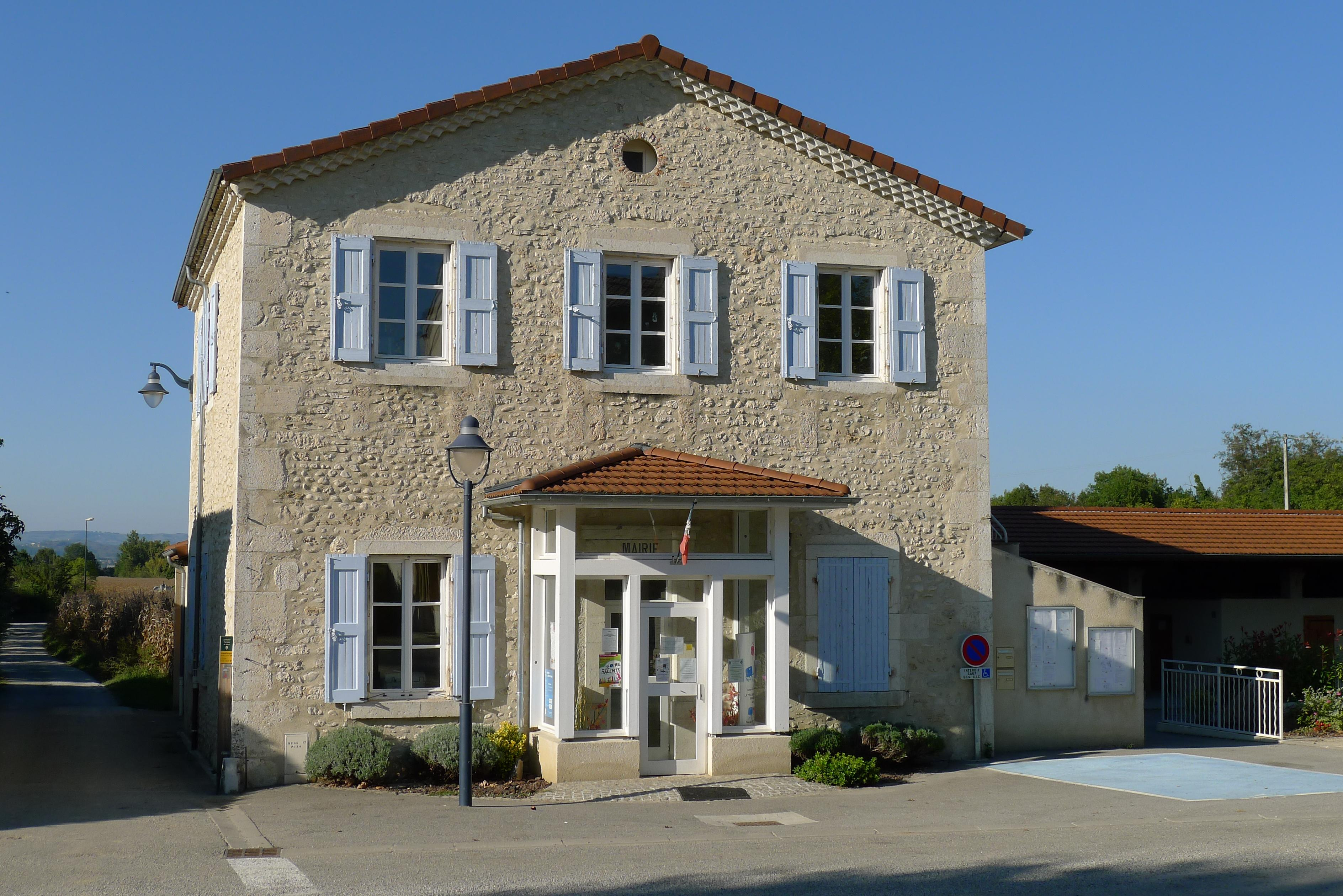
Gemeentehuis

## Geografie
De oppervlakte van La Motte-Fanjas bedraagt 4,8 km², de bevolkingsdichtheid is 35,4 inwoners per km².

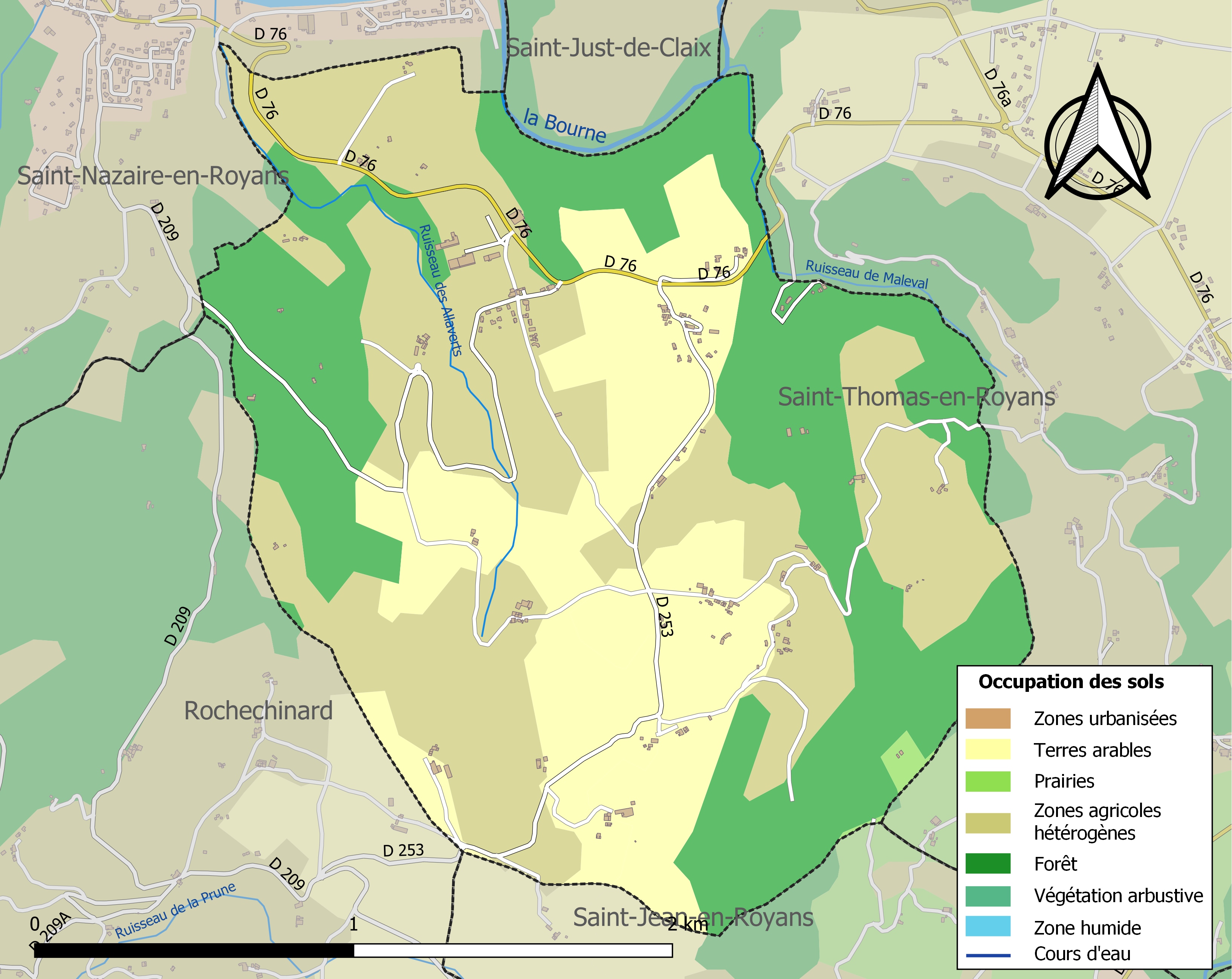
Kaart van de gemeente met belangrijkste infrastructuur, bodemgebruik en omliggende gemeenten

## Demografie
Onderstaande figuur toont het verloop van het inwonertal (bron: INSEE-tellingen).